# Abendmahlsfenster (Caudebec-en-Caux)

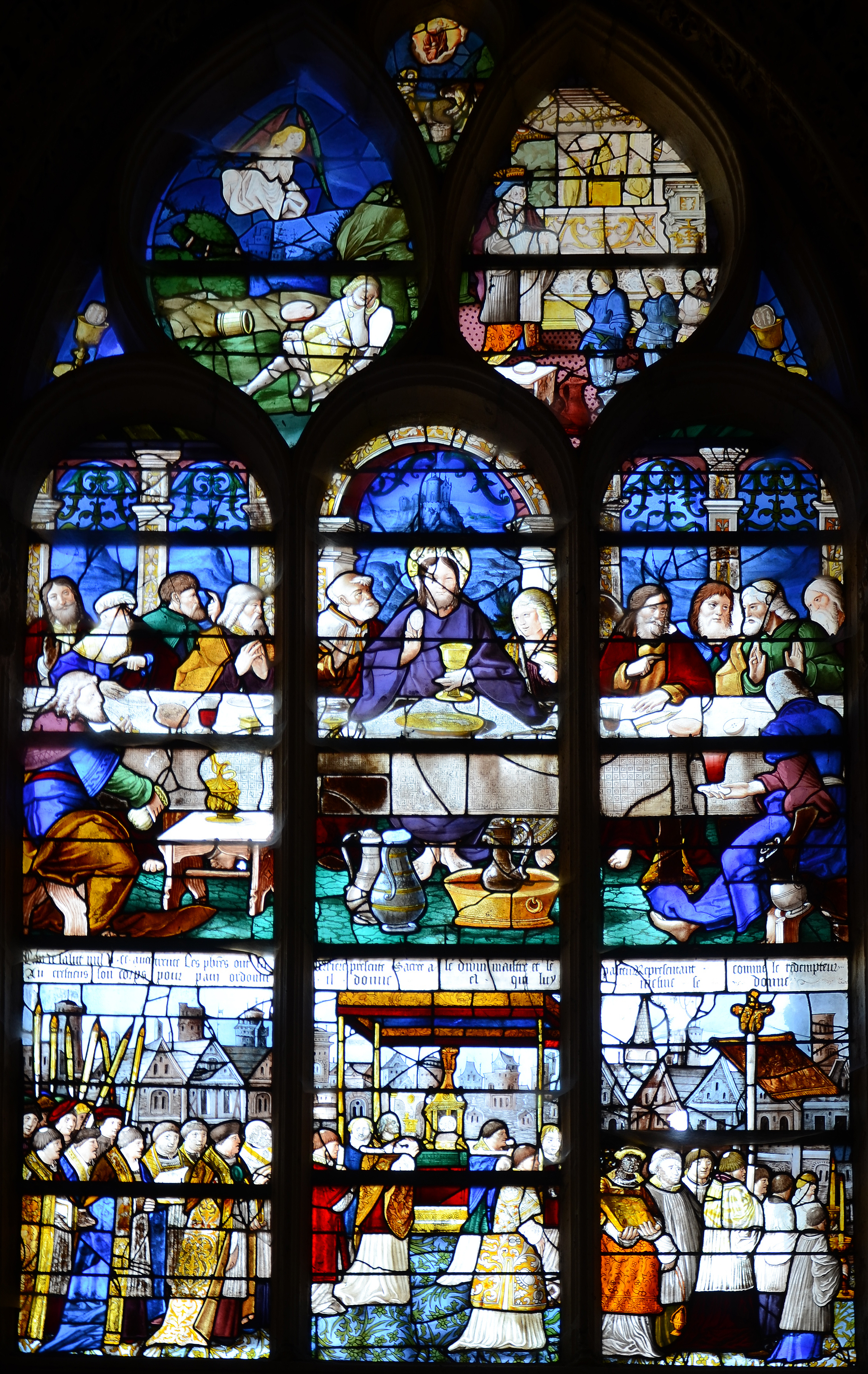
Abendmahlsfenster in Caudebec-en-Caux

Das Abendmahlsfenster in der Kirche Notre-Dame von Caudebec-en-Caux, einem Gemeindeteil von Rives-en-Seine im französischen Département Seine-Maritime der Region Normandie, wurde 1530 geschaffen. Das Bleiglasfenster im Stil der Renaissance wurde 1840 als Monument historique zusammen mit dem Kirchenbau in die Liste der Baudenkmäler in Frankreich aufgenommen.
Das Fenster Nr. 28 wurde von der Bruderschaft des Heiligen Sakraments gestiftet, ein Jahr nachdem der Kardinal Georges II. d’Amboise die Bruderschaft bestätigt hatte. Das Fenster wurde 1594 vom Atelier Lemarchand und 1843 von You Renaud restauriert. 

## Beschreibung
Das 4,20 Meter hohe und 2,40 Meter breite Bleiglasfenster mit drei Lanzetten stellt unten eine eucharistische Prozession der Bruderschaft und darüber das Abendmahl Jesu dar. In der Mitte ist unter dem Baldachin ein Priester mit dem Allerheiligsten zu sehen und am Schluss der Prozession sind die Mitglieder der Bruderschaft mit prächtigen Gewändern dargestellt. Im Hintergrund der Prozessionsszene ist Caudebec-en-Caux zu sehen. 
Die Abendmahlszene vor einem offenen Portikus mit einer Landschaftsdarstellung im Hintergrund zeigt in der Mitte Jesus mit einem Kelch in der linken und einer Hostie in der rechten Hand. Links vorne hält Judas einen Geldbeutel in der Hand. 
Zwischen der Abendmahls- und der Prozessionsszene ist eine zweizeilige Inschrift vorhanden, die den Stiftern gewidmet ist und das Herstellungsjahr des Fensters erwähnt.  
Im Maßwerk, das aus fünf Teilen besteht, ist links oben ein Engel zu sehen, der in der Wüste Elija Nahrung bringt (1 Kön 19,4-8 ). Rechts daneben sind kniende Ritter und Mönche vor einem Priester bei der Feier der heiligen Messe am Altar dargestellt, auf dem das eucharistische Brot liegt. Den oberen Abschluss bildet Gottvater. Die kleinen Scheiben rechts und links zeigen Kelche mit Hostien.

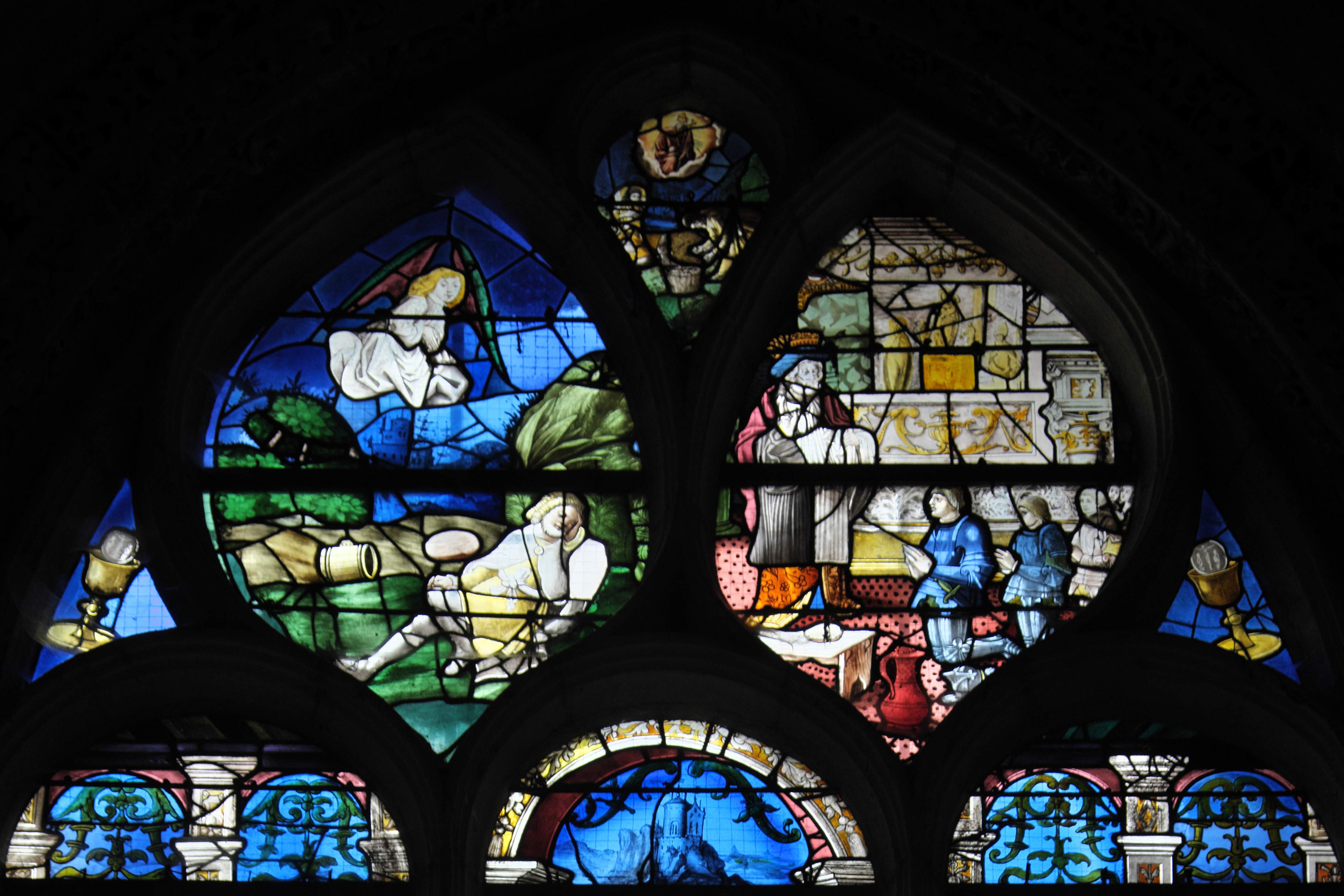
Maßwerk
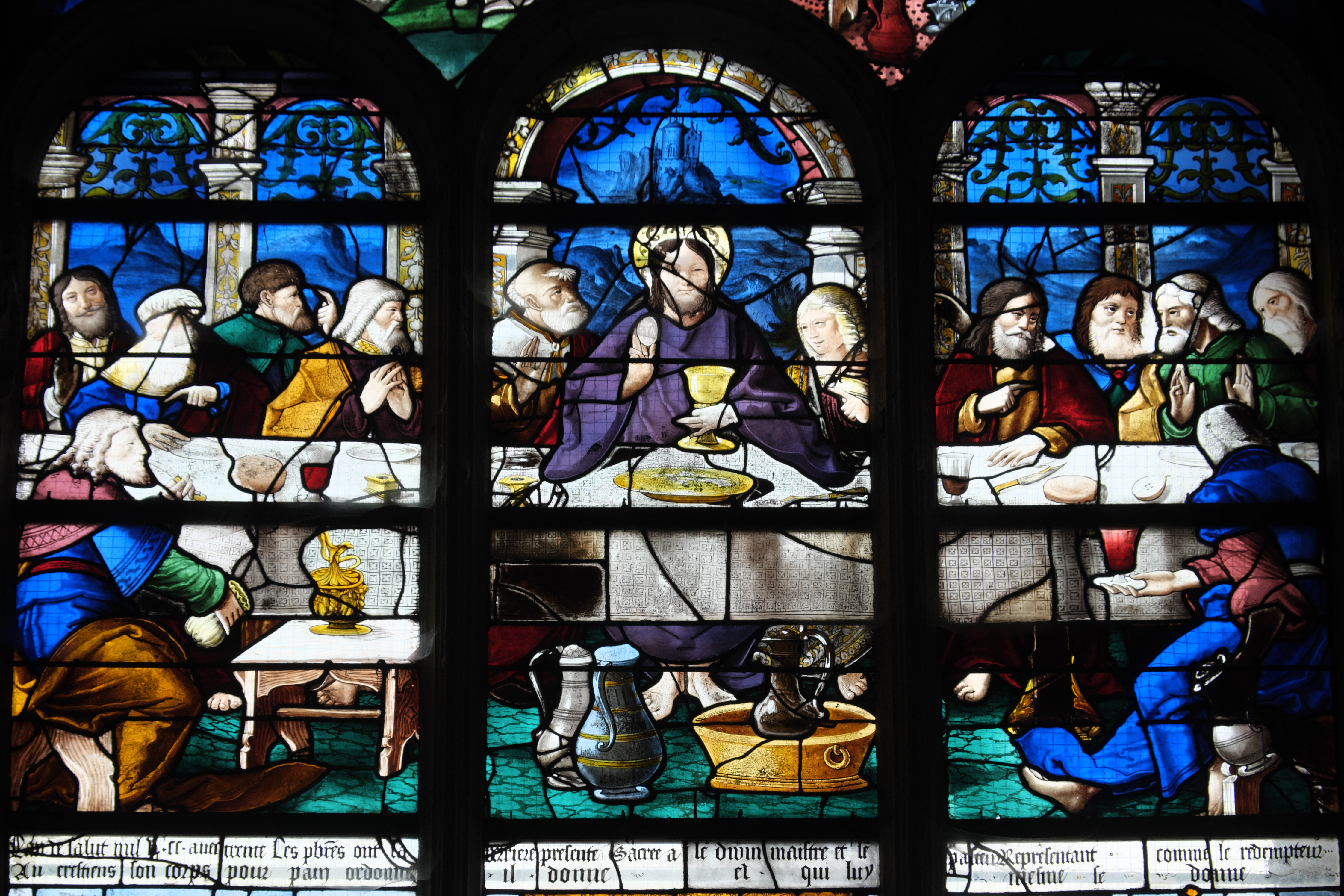
Letztes Abendmahl